# Acalypha pulogensis
Acalypha pulogensis är en törelväxtart som beskrevs av Sagun och Geoffrey A. Levin. Acalypha pulogensis ingår i släktet akalyfor, och familjen törelväxter. Inga underarter finns listade i Catalogue of Life.